# Kovbojové a vetřelci
Kovbojové a vetřelci je americký akční film z roku 2011. Režie filmu se ujal Jon Favreau. Hlavním hrdinou filmu je Daniel Craig v roli Jakea Lonergana.

## Děj
V roce 1873 se v poušti probudí muž, který si nic nepamatuje. Na ruce má ale zajímavý náramek. Ve městě šerif Taggart zjistí, že je to Jake Lonergane a zatkne ho kvůli vyloupení dostavníku a také kvůli vraždě, v hospodě nastane potyčka mezi Jakem a Taggartovými muži, kterou Jake vyhrává, ale žena jménem Ella Swenson ho omráčí a Jakea zavřou do dostavníku. Poté přijíždí do města major Woodrow Dolarhyde, ten chce Jakea vzít s sebou, ale v tom do města přilétá několik vesmírných lodí, ty začnou ničit město a unáší s sebou jeho obyvatele. Jakeovi se podaří dostat z dostavníku a sestřelí jednu loď s pomocí náramku. Ella, Dolarhyde a několik dalších chlapů z města se vydávají na cestu za vetřelci. Poté se k nim přidává Jake a malý chlapec jménem Emmett, který je vnuk Taggarta. Během noci je napadne jeden z vetřelců a napadne Emmetta, Jake však vetřelce zraní a ten uteče. Další ráno se vydávají po stopách vetřelce. Jake objeví svůj starý gang a chce, aby se k nim připojil. Gang však má už nového velitele a neuposlechne ho, protože chce přepadnout dostavník. Během cesty Jakea a Ellu napadne jedna loď a ta unese Ellu. Jake však skočí na kabinu pilota a Ellu zachrání. Myslí si, že vetřelec zemřel, avšak ten vyleze a Ellu zabije. Jake ho následně zničí náramkem. V noci skupinu přepadnou indiáni a z ohně, který rozdělají, se navrátí zase živá Ella. Vysvětlí jim, že není člověk a že její planetu tito vetřelci zničili. Indiáni potom Jakeovi pomocí kouzel zase navrátí paměť a on si vzpomene, že se dostal z lodi vetřelců, kde ho chtěli vetřelci zkoumat. Další den se s nimi indiáni spojí, ale Jake odchází pryč. Dolarhyde a indiáni objeví obrovskou loď vetřelců, která těží zlato. Jake se vrací, ale není sám, vrací se se svým starým gangem. Začne velká bitva s vetřelci. Ella se musí s Jakem dostat do lodi, aby ji mohla zničit. V lodi najdou všechny lidi, které vetřelci unesli, pomůžou jim a ukážou jim cestu ven. Uvnitř lodi se Ella musí rozloučit s Jakem a ten se musí dostat ven. Napadnou ho vetřelci, ale Dolarhyde mu pomůže. Poté se dostanou ven z lodi a ta ve vzduchu exploduje, bitva skončila. Ve městě Dolarhyde poděkuje Jakeovi a ten odjíždí ven z města.

## Obsazení
- Daniel Craig jako Jake Lonergan
- Harrison Ford jako Colonel Woodrow Dolarhyde
- Olivia Wildeová jako Ella Swenson
- Sam Rockwell jako Doktor
- Paul Dano jako Percy Dolarhyde, syn majora Dolarhydea
- Keith Carradine jako šerif John Taggart
- Noah Ringer jako Emmett Taggart, vnuk šerifa Taggarta
- Adam Beach jako Nat Colorado
- Abigail Spencer jako Alice, Jakeova bývalá manželka
- Ana de la Reguera jako María, Doktorova manželka
- Walton Goggins jako Hunt, bandita
- Julio César Cedillo jako Bronc, bandita
- David O'Hara jako Pat Dolan
- Raoul Trujillo jako Chiricahua Apache chief

## Tržby
Během premiérového víkendu se zdálo, že by filmu mohli konkurovat Šmoulové. Šmoulové nakonec prohráli a vydělali 35,6 milionů, zatímco Kovbojové a vetřelci vydělali 36,4 milionů. Celosvětově Kovbojové a vetřelci vydělali 174 milionů.